# Edith Head

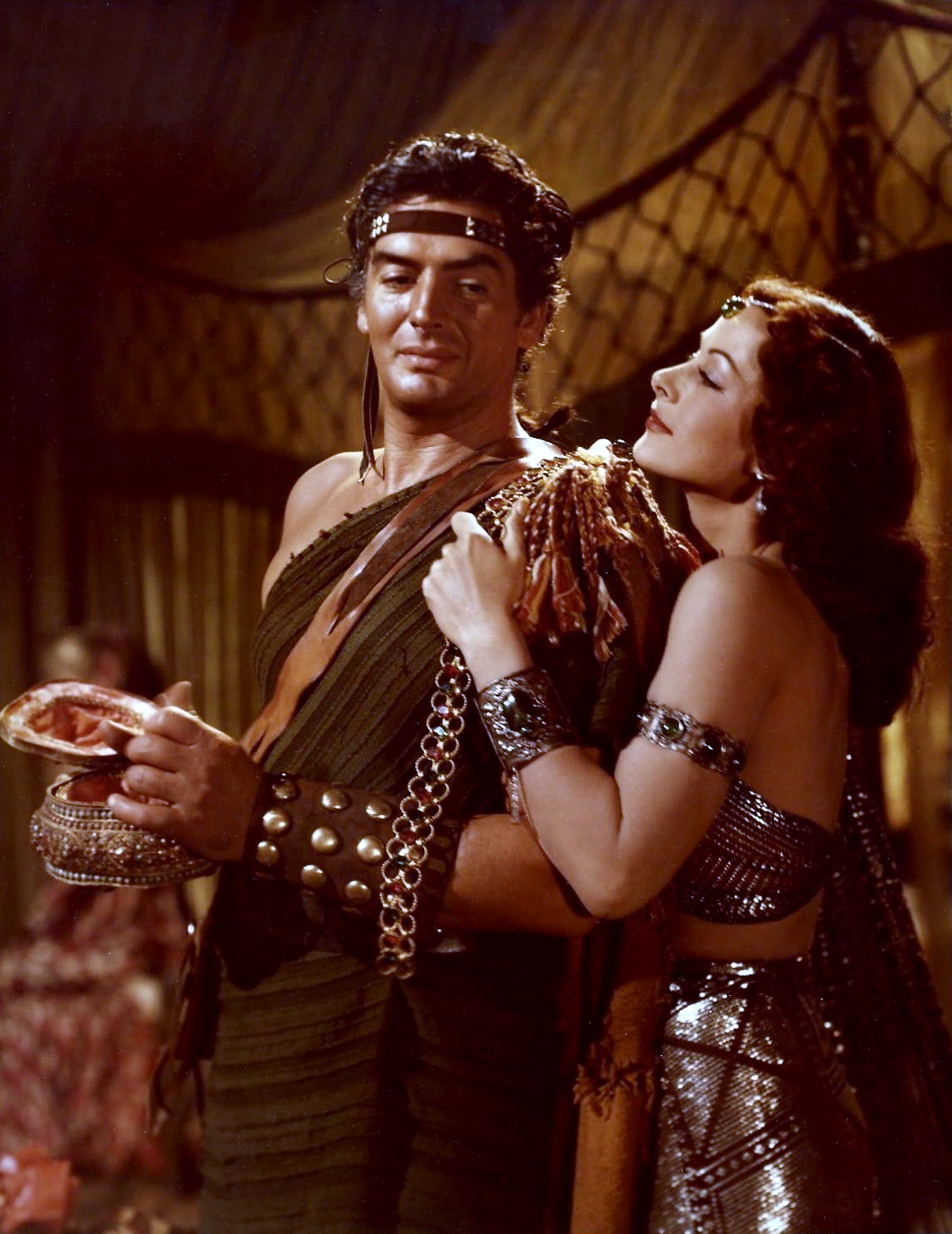
Los diseños de vestuario de Edith Head para Victor Mature y Hedy Lamarr en Sansón y Dalila (1949), por los que ganó un Oscar.

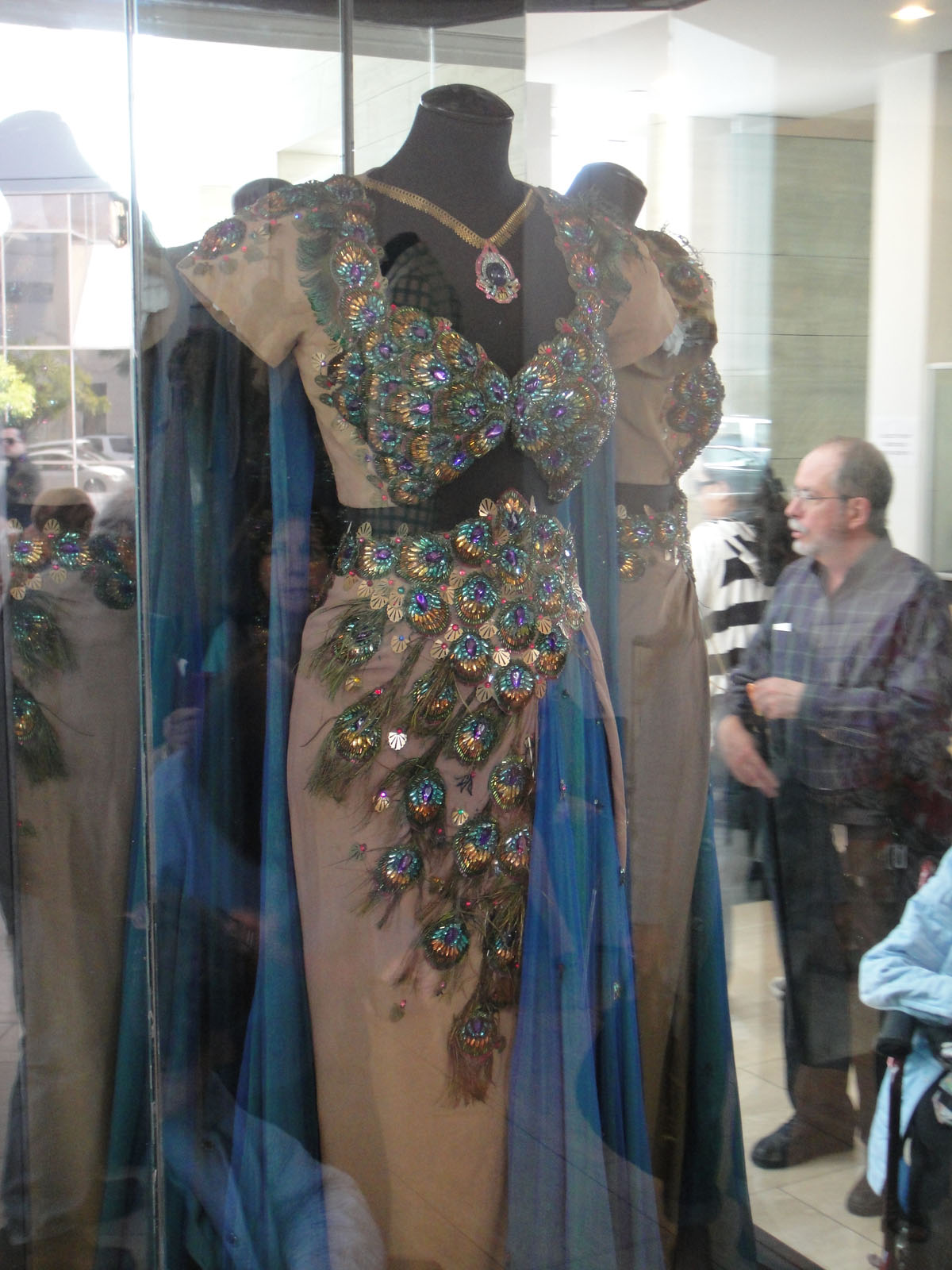
Óscar al mejor diseño de vestuario, en 1949.

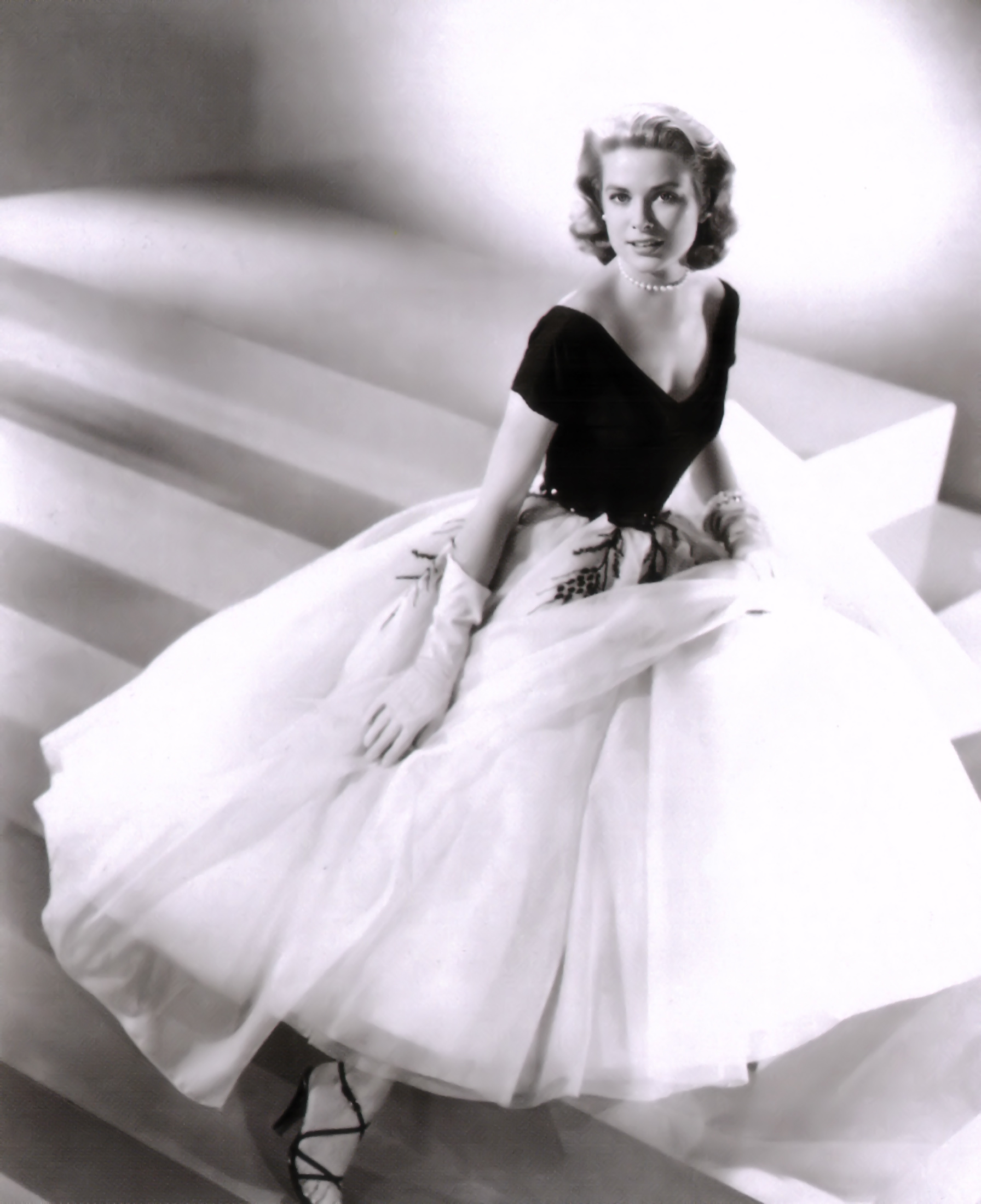
Grace Kelly luciendo uno de sus diseños en una fotografía promocional de la película de Alfred Hitchcock La ventana indiscreta (1954).

Edith Head (San Bernardino, California, 28 de octubre de 1897-Hollywood, California, 24 de octubre de 1981), fue una diseñadora de vestuario estadounidense considerada uno de los máximos exponentes del diseño en Hollywood, llegando a ganar un total de ocho premios de la academia. Sigue siendo la mujer que más premios Óscar ha ganado en la historia del cine.

## Primeros años de vida
Edith Clare Posener nació el 28 de octubre de 1897 en San Bernardino, California, hija de padres judíos, Max Posener y Anna E. Levy. Su padre, nacido en enero de 1858, era un ciudadano estadounidense naturalizado de Alemania, que llegó a los Estados Unidos en 1876. Su madre nació en St. Louis, Misuri en 1875, hija de padre austríaco y madre bávara. Max y Anna se casaron en 1895, según los registros del censo federal de Estados Unidos de 1900. Justo antes del nacimiento de Edith, Max Posener abrió una pequeña mercería en San Bernardino, que fracasó en un año.
Sus padres se separaron y en 1905 su madre Anna se casó con el ingeniero Frank Spare. Debido a su trabajo su padrastro cambiaba continuamente de residencia. Frank y Anna Spare hicieron pasar a Edith como su hija común y la criaron en el catolicismo. Edith se licenció en Filosofía y Letras, con honores en francés, por la Universidad de California en Berkeley y empezó a ejercer como profesora de francés en un colegio para chicas en Hollywood, donde para aumentar su salario se ofreció a dar clases extra de arte.
Para mejorar sus rudimentarios conocimientos de dibujo, se matriculó en clases nocturnas en el Chourniard Art College, donde conoció a Charles Head, hermano de una compañera de clase. Pronto se casaron pero el matrimonio no duró mucho, aunque no se divorciaron oficialmente hasta 1936 y ella mantuvo su apellido como nombre artístico, incluso después de contraer segundo matrimonio con el hombre de su vida, su esposo Wiard Ihnen, diseñador de decorados.

## Trayectoria
Tras un breve paso por el mundo publicitario, entró en Paramount Pictures como jefa del departamento de vestuario en sustitución de Travis Banton.
Edith se convirtió en la principal diseñadora de la Paramount Pictures en 1933 y después trabajó en los estudios Universal. La viveza y personalidad de sus diseños la convirtieron rápidamente en una celebridad del ambiente hollywoodiense.
Siendo la modista más famosa del Hollywood Clásico, fue admirada por la amplia variedad de sus vestimentas, desde las elegantemente sencillas, hasta las intrincadamente extravagantes.
Ganó un total de ocho premios Óscar por su trabajo en las siguientes películas: La heredera (The Heiress, 1949), Eva al desnudo / Hablemos de Eva / La malvada (All About Eve, 1950), Sansón y Dalila (Samson and Delilah, 1950), Ambiciones que matan / Un lugar en el sol (A Place in the Sun, 1951), La princesa que quería vivir / Vacaciones en Roma (Roman Holiday, 1953), Sabrina (1954), Los hechos de la vida (The Facts of Life, 1960) y El golpe (The Sting, 1973).
Diseñó el vestuario de actrices como Mae West, Barbara Stanwyck,  Ginger Rogers, Audrey Hepburn, Natalie Wood, Joan Crawford, Bette Davis, Ingrid Bergman, Gloria Swanson, Kim Novak, Tippi Hedren y también diseñó para actores como Paul Newman y Robert Redford, entre otras muchas estrellas.
La leyenda cuenta que cuando ganó su primer Oscar, al llegar a casa le confeccionó un traje porque la estatuilla está desnuda. Ejerció para muchas actrices de amiga y diseñadora personal, creando desde camisetas hasta vestidos de novia, como el que lució Natalie Wood en su boda.
En 1974 fue galardonada con una estrella en el Paseo de la Fama de Hollywood y continuó trabajando hasta dos semanas antes de su muerte, ocurrida en Hollywood cuatro días antes de cumplir los 84 años, el 24 de octubre de 1981, debido a una rara afección sanguínea.

## En la ficción
- El personaje de Edna Moda (Edna Mode) de Los Increíbles está basado en gran parte en el aspecto de Edith Head, reconocida por sus gafas de montura negra y peinado a tazón.
- En el capítulo 5 ("Una estrella fugaz") de la temporada 2, año 1972, de la serie Columbo, se interpreta a sí misma como Diseñadora de vestuario. Aparecen como escenografía sus Óscar también.

## Premios y distinciones
Premios Óscar
| Año  | Categoría                                  | Película                                                                                      | Resultado |
| ---- | ------------------------------------------ | --------------------------------------------------------------------------------------------- | --------- |
| 1949 | Mejor vestuario - Color                    | El vals del emperador (The Emperor Waltz)                                                     | Nominada  |
| 1950 | Mejor vestuario - Blanco y negro           | La heredera (The Heiress)                                                                     | Ganadora  |
| 1951 | Mejor vestuario - Blanco y negro           | Eva al desnudo / Hablemos de Eva / La malvada (All About Eve)                                 | Ganadora  |
| 1951 | Mejor vestuario - Color                    | Sansón y Dalila (Samson and Delilah)                                                          | Ganadora  |
| 1952 | Mejor vestuario - Blanco y negro           | Ambiciones que matan / Un lugar en el sol (A Place in the Sun)                                | Ganadora  |
| 1953 | Mejor vestuario - Blanco y negro           | Carrie                                                                                        | Nominada  |
| 1954 | Mejor vestuario - Blanco y negro           | La princesa que quería vivir / Vacaciones en Roma (Roman Holiday)                             | Ganadora  |
| 1955 | Mejor vestuario - Blanco y negro           | Sabrina                                                                                       | Ganadora  |
| 1956 | Mejor vestuario - Blanco y negro           | La rosa tatuada (The Rose Tattoo)                                                             | Ganadora  |
| 1956 | Mejor vestuario - Color                    | Atrapa a un ladrón / Para atrapar al ladrón (To Catch a Thief)                                | Nominada  |
| 1957 | Mejor diseño de vestuario - Blanco y negro | Los héroes también lloran (The Proud and Profane)                                             | Nominada  |
| 1957 | Mejor diseño de vestuario - Color          | Los diez mandamientos (The Ten Commandments)                                                  | Nominada  |
| 1958 | Mejor vestuario                            | Amo París / La Cenicienta en París / Una cara con ángel (Funny Face)                          | Nominada  |
| 1959 | Mejor vestuario                            | El bucanero / Los bucaneros (The Buccaneer)                                                   | Nominada  |
| 1960 | Mejor vestuario - Blanco y negro           | Entre bastidores / Los ambiciosos (Career)                                                    | Nominada  |
| 1960 | Mejor vestuario - Color                    | Las cinco monedas / Tu mano en la mía (The Five Pennies)                                      | Nominada  |
| 1961 | Mejor vestuario - Blanco y negro           | Los hechos de la vida (The Facts of Life)                                                     | Ganadora  |
| 1961 | Mejor vestuario - Color                    | Pepe                                                                                          | Nominada  |
| 1962 | Mejor vestuario - Color                    | Milagro por un día / Un gángster para un milagro (Pocketful of Miracles)                      | Nominada  |
| 1963 | Mejor vestuario - Blanco y negro           | El hombre que mató a Liberty Valance / Un tiro en la noche (The Man Who Shot Liberty Valance) | Nominada  |
| 1963 | Mejor vestuario - Color                    | Mi dulce geisha (My Geisha)                                                                   | Nominada  |
| 1964 | Mejor vestuario - Blanco y negro           | Amores con un extraño (Love with the Proper Stranger)                                         | Nominada  |
| 1964 | Mejor vestuario - Blanco y negro           | Ellas y las otras (Wives and Lovers)                                                          | Nominada  |
| 1964 | Mejor vestuario - Color                    | Samantha / Un nuevo modo de amar (A New Kind of Love)                                         | Nominada  |
| 1965 | Mejor vestuario - Color                    | Ella y sus maridos / La señora y sus maridos (What a Way to Go!)                              | Nominada  |
| 1965 | Mejor diseño de vestuario - Blanco y negro | La casa de Madame / Una casa no es un hogar (A House Is Not a Home)                           | Nominada  |
| 1966 | Mejor diseño de vestuario - Blanco y negro | Con la vida en un hilo / La vida vale más (The Slender Thread)                                | Nominada  |
| 1966 | Mejor diseño de vestuario - Color          | Intimidades de una adolescente / La rebelde (Inside Daisy Clover)                             | Nominada  |
| 1967 | Mejor vestuario - Color                    | El Óscar (The Oscar)                                                                          | Nominada  |
| 1969 | Mejor vestuario                            | Dulce Caridad / Noches en la ciudad (Sweet Charity)                                           | Nominada  |
| 1970 | Mejor vestuario                            | Aeropuerto (Airport)                                                                          | Nominada  |
| 1974 | Mejor vestuario                            | El golpe (The Sting)                                                                          | Ganadora  |
| 1976 | Mejor diseño de vestuario                  | El hombre que pudo reinar / El hombre que será rey (The Man Who Would Be King)                | Nominada  |
| 1978 | Mejor diseño de vestuario                  | Aeropuerto 77 (Airport '77)                                                                   | Nominada  |